# Modelo Gundam
Los Modelos Gundam, llamados en Japón, GUNPLA, por sus siglas en inglés "Gundam Plastic", son una línea de figuras de plastimodelismo producidas por Bandai. En ella se reproducen modelos a escala de robots, vehículos y personajes de la serie Mobile Suit Gundam y sus secuelas. Estos modelos se han hecho populares entre los fanáticos del anime y los entusiastas del modelismo, sobre todo en Japón y en otros países asiáticos cercanos desde la década de 1980. La popularidad de los Modelos Gundam aumentó en la década de 1990 y a inicios de los 2000 cuando la franquicia Gundam fue dada a conocer fuera de Japón a través de la televisión, vídeo y Manga, especialmente en regiones como Norteamérica y Europa. Los modelos Gundam son llamados Gunpla (ガンプラ Ganpura?), un acrónimo de "Gundam plastic model". El término "Gunpla" hace referencia a la actividad de construir los modelos, más que a los propios modelos en si.

## Clasificación y versiones

### Escalas y grados
Los modelos Gundam son clasificados en escalas y Grados (Grades en Inglés) en virtud de su calidad y tamaño. Las principales clasificaciones son:
- No Grade (1980): los primeros modelos que salieron en 1980. Durante sus primeros años estos modelos usaban uno o dos colores, requiriendo pintura para poder asemejar el modelo a su contraparte de animación. Esta línea se ha usado para numerosas escalas, siendo las más frecuentes la 1/144 y 1/100.
- High Grade (1990): primera serie de calidad superior, mejor ingeniería y separación de colores en plástico, aunque aún requerían pintura para completar el acabado. Esta serie nació en 1990 con cuatro modelos, el Gundam clásico RX 78-2, Gundam MK-II, Z Gundam y ZZ Gundam, sin embargo, la línea fue cancelada a causa de la crisis financiera que azotó a Japón por aquellos años. La línea fue revivida en 1993 para la serie Gundam Victory, continuando hasta 1999 con Turn V Gundam, estos modelos eran de escala 1/100. En la actualidad esta línea comparte la misma calidad con su contraparte HGUC. Estos modelos suelen requerir de uno a dos días para completar su armado.
- Master Grade (1995): de calidad superior a la High Grade con mecánica interna integralmente modelada a una escala de 1/100. A diferencia de las otras líneas, la MG ofrece modelos con mecánicas como lo son una cabina para el piloto, endoesqueleto, y en algunas ocasiones, piezas de materiales distinto al plástico para simular cables o pistones hidráulicos. A diferencia de otras líneas en escala 1/144, la MG incliye más acabados mecánicas, dando un aspecto ligeramente más realista. Normalmente se requieren cuatro días para completar un modelo de esta línea.
- Perfect Grade (1998): una gama técnicamente más avanzada, a una escala de 1/60. Estos modelos se consideran el pináculo del modelismo, con acabados y detalles en sus colores correctos, articulación e ingeniería casi perfecta. Sumado a los detalles que pudiese incluir un modelo MG, esta línea incluye aditamentos como bases, paneles desplegables para revelar mecanismos internos, y en ocasiones, luz LED. Estos modelos suelen requerir más de una semana para su armado, Al ser considerados un artículo de especialidad, los Perfect Grade salen al mercado con años de separación entre uno y otro. Curiosamente el primer modelo de esta línea no fue un Gundam, sino el Evangelion Unidad-01, de la serie Neon Genesis Evangelion.
- First Grade (1999).
- High Grade Universal Century (1999): reedición de la cronología Universal Century.
- EX-model (2001): serie enfocada especialmente en vehículos y aeronaves.
- UC Hard Graph (2006): serie orientada a modelistas experimentados.
- Speed Grade (2007): robots prepintados a una escala pequeña.
- Mega Size (2009): con una escala de 1/48.
- Real Grade (2010): tienen similitudes con los Master Grade en su esqueleto interno, pero con una escala de 1/144 como los "High Grade". La línea salió en 2010 para conmemorar 30 años de Gunpla.

La clasificación exhaustiva de los modelos es mucho más compleja, ya que dependen de la escala (que va desde 1/550 a 1/35), las mejoras (La clasificación Master Grade tiene tres versiones: la 1.5, 2.0 y 3.0) y los eventos especiales

### Ver.Ka.
Ver.Ka. (abreviatura de Versión Katoki) es la notación utilizada por Bandai para referirse a la colección de modelos especialmente diseñados por Hajime Katoki. Hajime Katoki (カトキハジメ, Katoki Hajime, nacido en 1963) Es un popular diseñador Japonés de Robots. Es miembro de los Estudios Sunrise, y como tal, es conocido por sus trabajos en varias series de Gundam. Hajime Katoki fue uno de los diseñadores mecánicos que trabajo en las series Mobile Suit Gundam Wing, Mobile Suit Gundam 0083: Stardust Memory, Mobile Suit Victory Gundam y Mobile Suit Gundam Unicorn. El atractivo principal de esta colección, es que cuenta con modelos rediseñados al estilo Katoki, todos ellos con alto detalle y articulación .
| Modelo                                          | Año  | Aparición (Anime/Manga/OVA/Película)                              |
| ----------------------------------------------- | ---- | ----------------------------------------------------------------- |
| RX-78-2 Gundam                                  | 2002 | Mobile Suit Gundam                                                |
| XXXG-01W Wing Gundam                            | 2004 | Mobile Suit Gundam Wing                                           |
| RB-79 Ball                                      | 2004 | Mobile Suit Gundam                                                |
| XM-X1 Crossbone Gundam X-1                      | 2006 | Mobile Suit Crossbone Gundam                                      |
| RX-0 Unicorn Gundam                             | 2007 | Mobile Suit Gundam Unicorn                                        |
| MSN-06S Sinanju                                 | 2008 | Mobile Suit Gundam Unicorn                                        |
| LM312V04 Victory Gundam                         | 2009 | Mobile Suit Victory Gundam                                        |
| LM312V04 (B-part)+SDVB03A Core Booster          | 2010 | Mobile Suit Victory Gundam                                        |
| LM312V04+SD-VB03A V-Dash Gundam                 | 2010 | Mobile Suit Victory Gundam                                        |
| RX-0 Full Armor Unicorn Gundam                  | 2011 | Mobile Suit Gundam Unicorn                                        |
| RX-93 ν Gundam                                  | 2012 | Mobile Suit Gundam: Char's Counterattack                          |
| MSN-06S Sinanju Stein                           | 2013 | Mobile Suit Gundam Unicorn MS-V                                   |
| MSN-04 Sazabi                                   | 2013 | Mobile Suit Gundam: Char's Counterattack                          |
| RX-93 HI NU Gundam                              | 2014 | Mobile Suit Gundam: Char's Counterattack - Beltorchika's Children |
| LM314V21 Victory Two Gundam                     | 2015 | Mobile Suit Victory Gundam                                        |
| FA-78 Full Armor Gundam                         | 2016 | Mobile Suit Gundam Thunderbolt                                    |
| MS-06R Zaku II High Mobility Type "Psycho Zaku" | 2016 | Mobile Suit Gundam Thunderbolt                                    |

Hajime Katoki es el autor del rediseño que recibieron los cinco Gundams del OVA Gundam Wing: Endless Waltz. Esta lista no incluye los modelos de Endless Waltz, pues estos no forman parte de la línea oficial Ver.Ka..

## Controversia de las Copias Chinas
En abril de 2010, Bandai demandó a dos compañías jugueteras chinas por hacer y vender Modelos Gundam falsificados. Bandai exigió en su demanda una compensación de 3,69 millones de Yuan RMB (aproximadamente US$ 540 000 dólares) a ambas compañías.

## En la cultura popular
- En la serie de manga y anime Sargento Keroro, la adicción a los modelos Gundam es la única cosa que evita que Keroro invada al planeta Tierra, ya que si los keronianos invaden la Tierra, todos los Modelos Gundam serían destruidos y no habría nadie más que construyera modelos nuevos. Keroro ama tanto a estos modelos, que cuando alguien llega a dañarlos este reacciona con increíble violencia (incluso llegando a convertirse en Super Saiyan). Siempre está preparado para este tipo de eventos, pues este tiene modelos y piezas de repuesto en el ático de la familia de Hinata.
- Los miembros del grupo de Rock Linkin Park han confesado ser fanáticos de Gundam: Al inicio del vídeo del sencillo Somewhere I Belong, aparecen los modelos del MSN-04 Sazabi , del Wing Zero Custom y del Full Burnern. En noviembre de 2010, Linkin Park, Bandai y Warner Music Japan se unieron para lanzar un modelo Gundam de edición limitada del Full Burnern versión Linkin Park con un patrón de color seleccionado por el grupo. El modelo venía empaquetado junto con el disco A Thousand Suns.
- En el exitoso dorama Densha Otoko, La habitación de Tsuyoshi Yamada esta llena de modelos gundam de diversos tamaños.
- Tres series animadas de Gundam están basadas en estos modelos: Model Suit Gunpla Builders Beginning G (2010), Gundam Build Fighters (2013) y Gundam Build Fighters Try (2014).
- Katsumi Kawaguchi, miembro del departamento de productos de hobby de Bandai, es probablemente la persona más famosa dentro del mundo del Modelo Gundam. Gracias a sus grandes habilidades, es apodado por los fanes como "Meijin" Kawaguchi.

## Galería

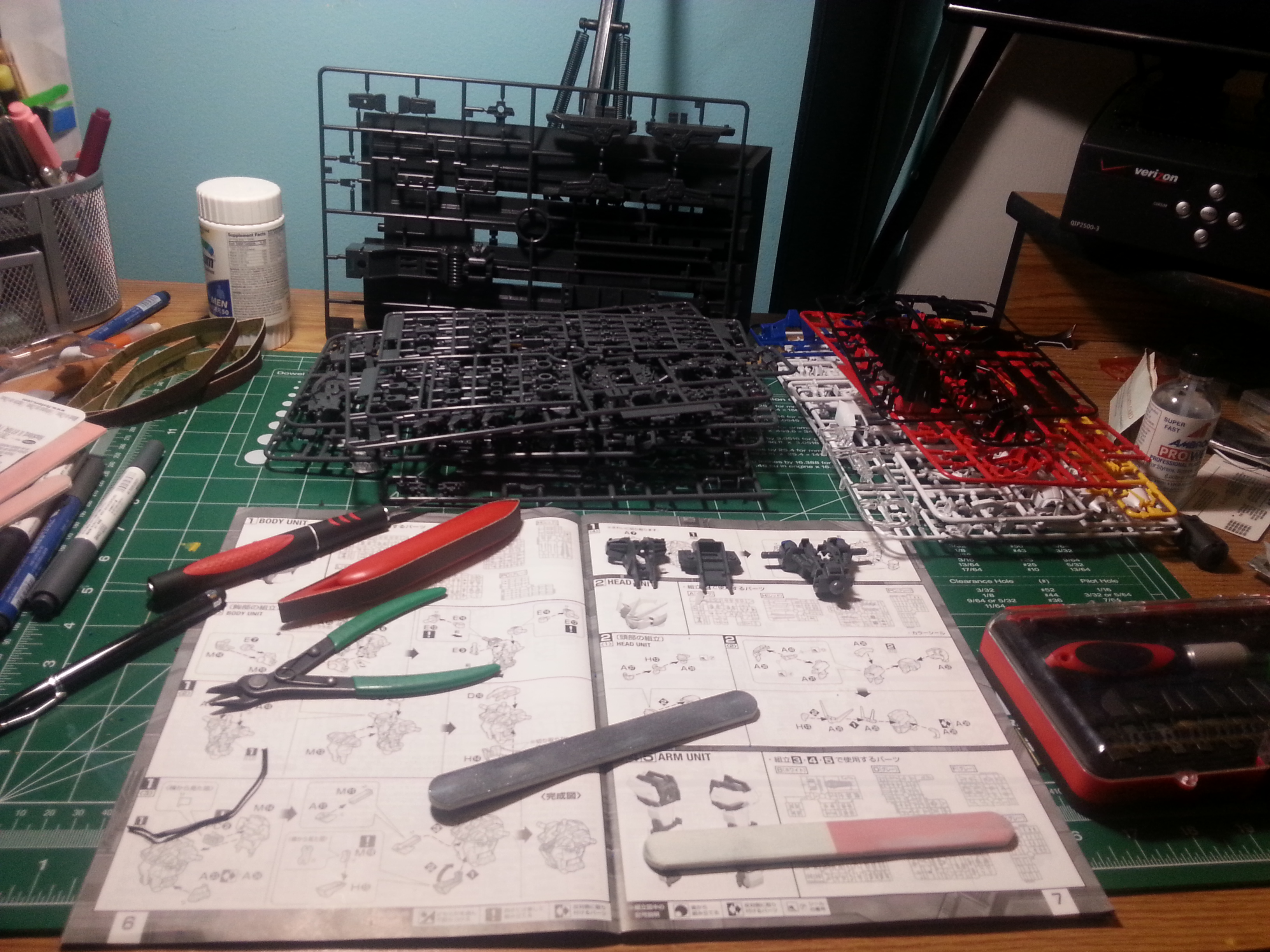
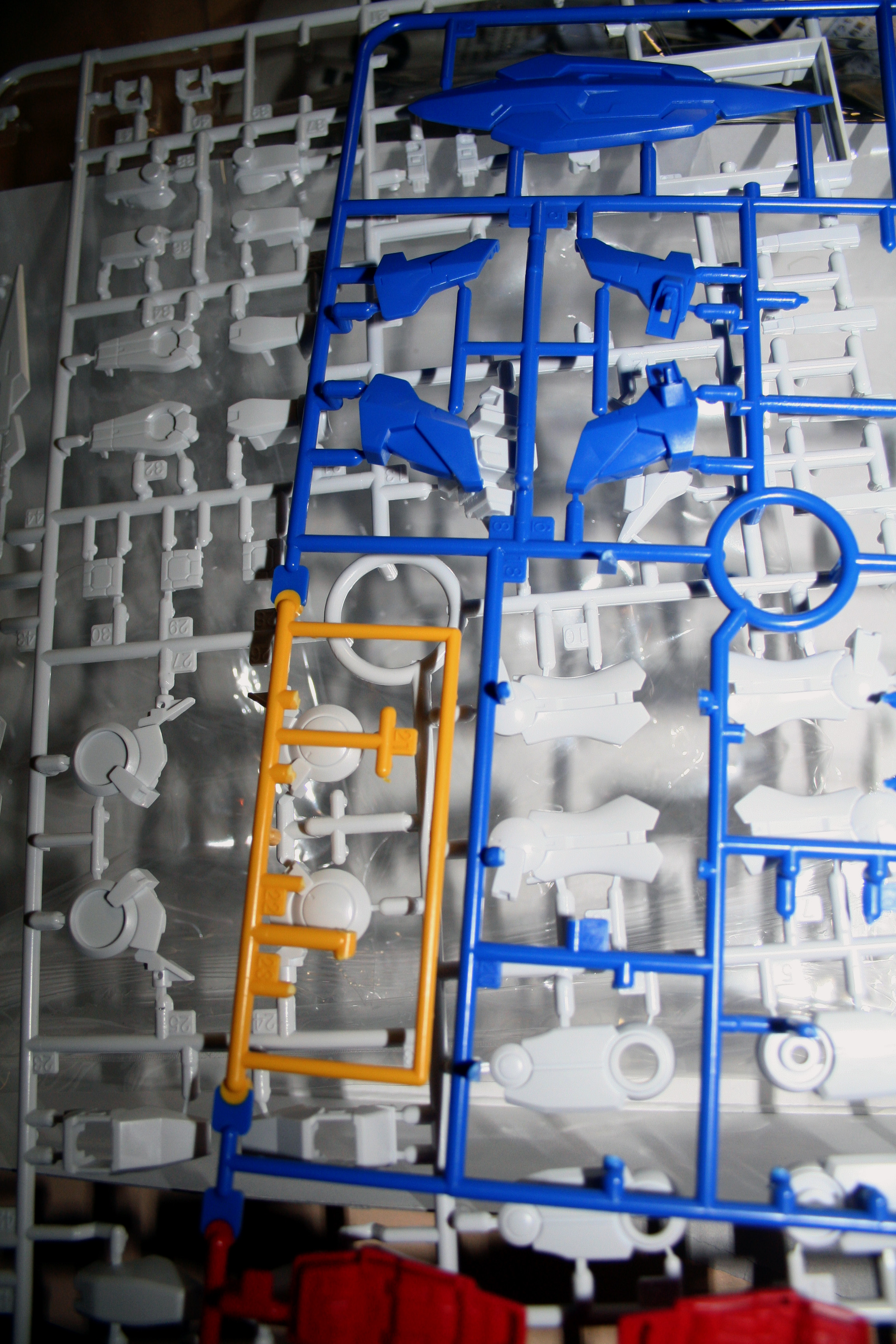